# Mały Płock (gmina)
Mały Płock – gmina wiejska w Polsce położona w województwie podlaskim, w powiecie kolneńskim. W latach 1975–1998 gmina administracyjnie należała do województwa łomżyńskiego.
Siedziba gminy to Mały Płock.
Według danych z 30 czerwca 2004 gminę zamieszkiwało 5048 osób.

## Struktura powierzchni
Według danych z roku 2002 gmina Mały Płock ma obszar 140,06 km², w tym:
- użytki rolne: 75%
- użytki leśne: 19%

Gmina stanowi 14,9% powierzchni powiatu.

## Historia
W wyniku napaści ZSRR na Polskę we wrześniu 1939 gmina znalazła się pod okupacją sowiecką. 2 listopada została włączona do Białoruskiej SRR. 4 grudnia 1939 włączona do nowo utworzonego obwodu białostockiego. Od czerwca 1941 roku pod okupacją niemiecką. 22 lipca 1941 r. włączona w skład okręgu białostockiego III Rzeszy.

## Demografia
Według Powszechnego Spisu Ludności z 1921 roku gminę zamieszkiwało 6.044 osób, 5.867 było wyznania rzymskokatolickiego, 15 prawosławnego, 26 ewangelickiego a 136 mojżeszowego. Jednocześnie 6.001 mieszkańców zadeklarowało polską przynależność narodową, 29 żydowską, 12 rosyjską a 2 litewską. Było tu 920 budynków mieszkalnych.

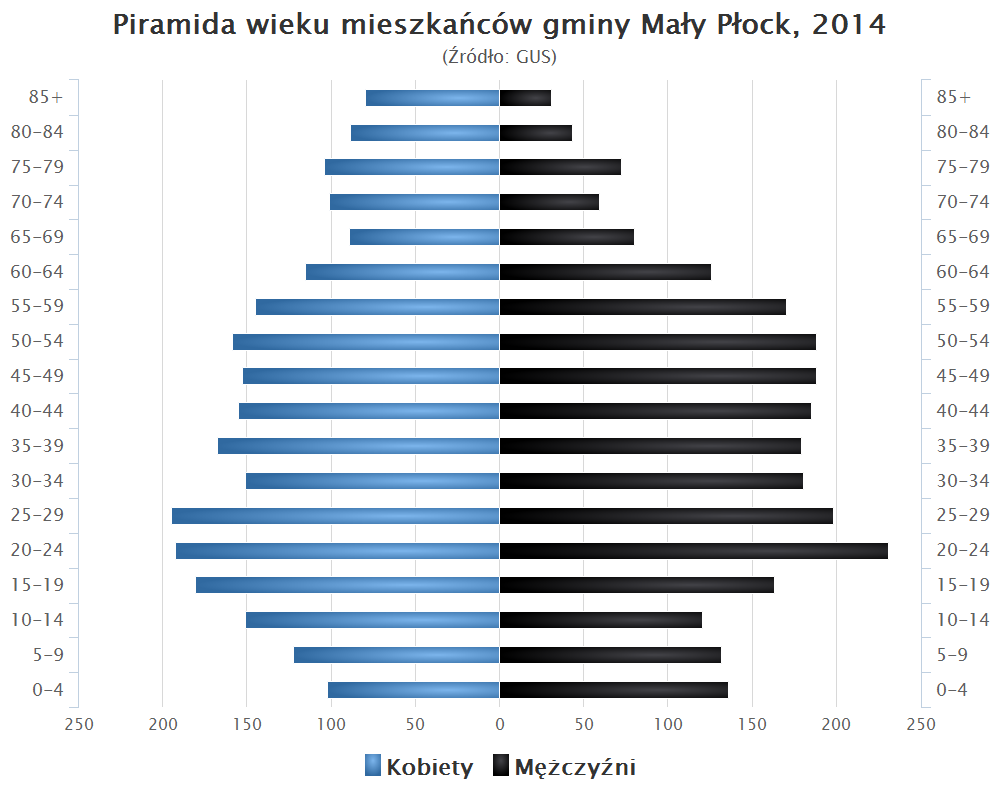
Piramida wieku mieszkańców gminy Mały Płock w 2014 roku

Dane z 30 czerwca 2004:
| Opis                              | Ogółem | Ogółem | Kobiety | Kobiety | Mężczyźni | Mężczyźni |
| --------------------------------- | ------ | ------ | ------- | ------- | --------- | --------- |
| jednostka                         | osób   | %      | osób    | %       | osób      | %         |
| populacja                         | 5048   | 100    | 2528    | 50,1    | 2520      | 49,9      |
| gęstość zaludnienia (mieszk./km²) | 36     | 36     | 18      | 18      | 18        | 18        |

## Sołectwa
Budy Żelazne, Budy-Kozłówka, Chludnie, Cwaliny Duże, Cwaliny Małe, Józefowo, Kąty, Kołaki-Strumienie, Kołaki-Wietrzychowo, Korzeniste, Krukówka, Mały Płock (sołectwa: Mały Płock I i Mały Płock II), Mściwuje, Nowe Rakowo, Popki, Rogienice Piaseczne, Rogienice Wielkie, Rogienice-Wypychy, Ruda-Skroda, Rudka-Skroda, Stare Rakowo, Śmiarowo, Waśki, Włodki, Wygrane, Zalesie.

## Sąsiednie gminy
Kolno, Łomża, Nowogród, Piątnica, Stawiski, Zbójna